# Суадіє (станція)
40°57′38″ пн. ш. 29°05′04″ сх. д. / 40.960478781759° пн. ш. 29.084557328721° сх. д.
Суадіє (тур. Suadiye) — залізнична станція, на лінії S-bahn Мармарай в анатолійській частині Стамбула, мікрорайон Суадіє, Кадикьой.
Початкова станція була відкрита 1910 року

Потім станцію було перебудовано в 1969 році для збільшення пасажирообігу.
19 лютого 2013 року станцію було тимчасово закрито. 

Старий вокзал (за винятком історичної будівлі вокзалу) був знесений і побудований новий перон. 
Станцію знову відкрито 12 березня 2019 року разом з рештою лінії Мармарай. 

Станція має дві колії з острівною платформою та одну експрес-колію з південного боку для швидкісних та міжміських поїздів. 

## Визначні місця
- мікрорайон Суадіє[tr]

## Сервіс
| Попередня станція   | Лінія | Лінія    | Лінія | Наступна станція   |
| ------------------- | ----- | -------- | ----- | ------------------ |
| Еренкьой до Халкали |       | Мармарай |       | Бостанджи до Гебзе |